# Артамонов, Вадим Иванович
Вадим Иванович Артамонов (род. 12 августа 1937 года) — русский писатель, прозаик, автор исторических романов о Василии III, Иване Грозном, изданных общим тиражом в несколько сотен тысяч экземпляров. Кандидат биологических наук, доцент. Член Союза писателей России; член Международной ассоциации писателей баталистов и маринистов.

## Научные и научно-популярные публикации
Вадим Артамонов — автор более 40 научных работ, около 150 очерков и более 10 научно-популярных книг, в том числе:
- «Растения-индикаторы»
- «Лекарственные, охраняемые»

## Произведения

### Книги по истории
- В. Артамонов. Дилогия о жизни и деятельности отца Ивана Грозного Василия III. Книга 1: Василий III. Книга 2: Елена Глинская. — М.: Сов. писатель, 1991. — 100 000 экз. — ISBN 5-265-01042-4. // В. Артамонов. Василий III. — Армада, 1995. — 100 000 экз. — ISBN 5-87994-107-8..
- В. Артамонов. Кудеяр. — Армада, 1995. — 524 с. — (Рюриковичи). — 75 000 экз. — ISBN 5-87994-110-8.. Роман посвящён эпохе правления Ивана Грозного.

### Книги по биологии
- Артамонов В. И. Зеленая лаборатория планеты. — М.: Агропромиздат, 1987. — 143 с
- Артамонов В. И. Редкие и исчезающие растения: Кн. 1. — М. : Агропромиздат, 1989. — 382 с.
- Артамонов В. И. Зеленые оракулы : О растениях-индикаторах. — М.: Мысль, 1989. — 188 с.
- Артамонов В. И. Занимательная физиология растений. — М.: Агропромиздат, 1991. — 335 с.
- Артамонов В. И. Биотехнология — агропромышленному комплексу. — М. : Наука, 1989. — 156 с.

## Награды и премии
- Премия имени Валентина Пикуля
- Лауреат Всесоюзного конкурса научно-популярных книг.